# Коваль, Александр Николаевич
Алекса́ндр Никола́евич Ко́валь (укр. Олександр Миколайович Коваль; род. 3 мая 1974, Донецк) — украинский футболист, защитник. В прошлом игрок национальной сборной Украины, известен по выступлениям за донецкий «Шахтёр». После завершения карьеры игрока стал футбольным тренером — многолетний помощник Валерия Кривенцова.

## Карьера
Воспитанник донецкого футбола (тренер — Виталий Старухин). Выступал за донецкие клубы «Шахтёр» и «Металлург», а также «Сталь» из Алчевска. За границей выступал в болгарском «Левски» и российском «Соколе-Саратове» (5 игр). За сборную Украины сыграл 4 матча. Дебют 11 сентября 1994 года в товарищеском матче со сборной Южной Кореи. В списках 33-х лучших Украины 2 раза (1997 — № 2, 1998 — № 3).

## Достижения
- Серебряный призёр чемпионата Украины (4): 1994, 1997, 1998, 1999
- Обладатель Кубка Украины (2): 1995, 1997